# Arfakastrapia
De arfakastrapia (Astrapia nigra) is een grote zangvogel uit de familie Paradisaeidae (paradijsvogels) en de superfamilie Corvoidea. Het is een endemische vogelsoort uit Nieuw-Guinea.

## Kenmerken
De arfakastrapia is een grote, zwarte, bijna 76 cm lange astrapia. Het verenkleed heeft een iriserende bronsgroene en purperkleurige glans. Het mannetje heeft een enorme, brede lange staart en een ingewikkelde hoofdtooi van veren (zie afbeelding). Het vrouwtje is donkerbruin tot zwart met een streeppatroon op de buik.

## Verspreiding en leefgebied
Deze astrapia komt alleen voor in het Arfak- en Tamraugebergte in Vogelkop (West-Papoea, Indonesië) en leeft daar in de nevelwouden op een hoogte tussen de 1700 en 2250 m boven de zeespiegel. 

## Status
De grootte van de populatie is niet gekwantificeerd maar de soort wordt omschreven als algemeen op grotere hoogtes. Op de Rode lijst van de IUCN heeft deze soort de status niet bedreigd.